# Diabloceratops
 (novembre 2019).
Si vous disposez d'ouvrages ou d'articles de référence ou si vous connaissez des sites web de qualité traitant du thème abordé ici, merci de compléter l'article en donnant les références utiles à sa vérifiabilité et en les liant à la section « Notes et références ».
Diabloceratops eatoni
Genre
Espèce
Diabloceratops est un genre éteint de dinosaures herbivores appartenant au groupe des cératopsiens. Il a vécu durant le Crétacé supérieur (Campanien) il y a environ 79,9 millions d'années, dans ce qui est aujourd'hui l'Utah, aux États-Unis.
L'espèce type et unique espèce, Diabloceratops eatoni, a été nommée et décrite en 2010 par James Ian Kirkland (d) et Donald D. DeBlieux (d).

## Étymologie
Le nom du genre combine l'espagnol diablo (« diable »), une référence aux cornes sur le bouclier au cou, et l'élément ceratops (du grec κέρας / kéras (« corne ») et ὤψ / ṓps (« tête »), donc « tête à cornes »), courant dans les noms de cératopsiens. Le nom spécifique rend hommage au paléontologue Jeffrey G. Eaton (d).

## Description
Diabloceratops était bâti comme un cératopsien typique en ce sens que son crâne était prolongé en arrière par une large collerette ossifiée. Il avait une petite corne sur le nez, et une paire de cornes relativement petites au-dessus des yeux. Sur la collerette il avait aussi une paire de pointes très longues, comme chez Einiosaurus et Styracosaurus.
Il mesurait 5,50 mètres de long et pesait environ 2 tonnes.

## Découverte
Les deux seuls spécimens de Diabloceratops eatoni ont été retrouvés dans la formation géologique de Wahweap, dans le comté de Kane, en Utah. Le spécimen type UMNH VP 16699 a été collecté par Don DeBlieux en 2002, dans la localité de Last Chance Creek de cette formation, dans du grès intraclastique déposé durant l'étage campanien de la période crétacée, il y a environ 81 à 76 millions d'années. Il consiste en un crâne partiel avec une partie de la mâchoire inférieure, le côté droit intact et une partie du côté gauche altéré. Un autre spécimen UMNH VP 16704 a été découvert des années plus tôt en 1998 par Joshua A. Smith de la même formation, mais n’a pas été décrit avant 2010, date à laquelle il a été attribué à Diabloceratops. Ces spécimens sont conservés dans la collection du Natural History Museum of Utah.
Le nom de genre associe le mot espagnol Diablo, qui signifie « diable », une référence aux cornes du bouclier du cou, au mot grec latinisé ceratops, qui signifie « visage cornu », élément habituel des noms cératopsiens. Le nom spécifique honore Jeffrey Eaton, paléontologue de la Weber State University et ami de longue date de l'auteur principal Jim Kirkland. Eaton a joué un rôle important dans l'établissement du monument national Grand Staircase-Escalante, où le spécimen a été retrouvé. L'espèce type, Diabloceratops eatoni, a été nommée et décrite en 2010 par James Ian Kirkland et Donald DeBlieux.

## Paléoécologie

### Habitat
La formation de Wahweap a été radiométriquement datée de 81 à 76 millions d'années. Pendant la période où vivaient Diabloceratops, la voie maritime intérieure de l'Ouest était à son maximum d'extension, isolant presque complètement le sud de Laramidia du reste de l’Amérique du Nord. La région où vivaient les dinosaures comprenait des lacs, des plaines inondables et des rivières à l'est. La formation Wahweap fait partie de la région du Grand Staircase, une immense séquence de couches de roches sédimentaires qui s'étendent au sud du parc national de Bryce Canyon en passant par le parc national de Zion et dans le Grand Canyon. La présence d'une sédimentation rapide et d'autres preuves suggèrent un climat humide et saisonnier.

### Paléofaune
Diabloceratops a partagé son paléoenvironnement avec d'autres dinosaures, tels que l'hadrosaure Acristavus gagslarsoni, et le lambéosaure Adelolophus hutchisoni. Parmi les vertébrés contemporains de Diabloceratops dans la formation Wahweap, on comptait des poissons d'eau douce, des Amiiformes, des raies et des requins en abondance, des tortues comme Compsemys, des crocodiliens et des dipneustes. Un bon nombre de mammifères vivaient dans cette région, qui comprenait plusieurs genres de multituberculés, de cladothériens, de marsupiaux et d'insectivores placentaires. Les mammifères sont plus primitifs que ceux retrouvés dans la formation de Kaiparowits. Les traces de fossiles sont relativement abondantes dans la formation de Wahweap et suggèrent la présence de crocodylomorphes, ainsi que de dinosaures ornithischiens et théropodes. En 2010, une trace fossile unique a été découverte, suggérant une relation prédateur-proie entre dinosaures et mammifères primitifs. Cette trace comprend au moins deux complexes fossilisés de tanières de mammifères ainsi que marques de griffes probablement dues à un dinosaure maniraptorien. Leur proximité indique un cas de prédation active probable des habitants du terrier par ces carnivores. La présence des invertébrés dans cette formation est indiquée par des terriers d'insectes fossilisés dans des bois pétrifiés, ainsi que par des fossiles de divers mollusques, grands crabes et une grande diversité de gastéropodes et d'ostracodes.